# Torino-skála
A Torino-skála célja, hogy meghatározza és kategorizálja a földközeli objektumok becsapódása által fennálló veszély mértékét. Földközeli objektumnak számítanak például az aszteroidák és az üstökösök.
Eredeti célja, hogy a csillagászok és a közvélemény képes legyen megbecsülni a feltételezett ütközés várható súlyosságát azáltal, hogy a valószínűségi statisztika által a becsapódás esélyére adott értékeket, valamint a mozgási energiák alapján feltételezett kár mértékét egyetlen mérőszámba sűríti. Hasonló célú, de összetettebb rendszer a Palermo-skála.

## Áttekintés
A Torino-skála 0 és 10 közötti értékeket használ. 0 esetén az esély hogy összeütközik a Földdel elhanyagolhatóan alacsony, azaz nem jelent gyakorlati ütközési veszélyt, vagy pedig túlságosan kis méretű ahhoz, hogy képes legyen áthatolni a Föld légkörén. A 10-es érték esetén az ütközés bizonyosan bekövetkezik, és a becsapódó objektum elég nagy ahhoz, hogy globális katasztrófát okozzon. A skála csak egész számokat használ.

Torino-skála

Egy objektum 0 és 10 közötti értéket kaphat annak függvényében, hogy mekkora az ütközés valószínűsége és annak mozgási energiája (hány megatonna TNT robbanóanyagnak felel meg a becsapódás).

## Története
A skála feltalálása Richard P. Binzel, a Massachusetts Institute of Technology (MIT) egyetem  Föld, Légkör és Bolygótudományok szak professzorának nevéhez fűződik. Első változata a „Földközeli objektumok veszélyességi indexe” nevet kapta, és az ENSZ 1995-ös konferenciáján került először bemutatásra. Binzel egy későbbi konferencián publikálta a skálát (Annals of the New York Academy of Sciences, volume 822, 1997).
A „Veszélyességi Index” átdolgozott változatát, 1999 júniusában mutatta be Torinóban egy nemzetközi konferencián, amelynek a földközeli objektumok volt a témája. A konferencia résztvevői megszavazták, az átjavított változat általános alkalmazását, így a skála végső elnevezése ezzel emlékezik meg a nemzetközi összefogásról, mely a földközeli objektumok által fennálló veszélyek jobb megértését teszi lehetővé. 2005-ben a skálát újrafogalmazták, hogy a veszélyek érthetőbbek legyenek bárki számára.

## Jelenlegi Torino-skála
A Torino-skála különböző színeket használ a veszély jellemzésére: fehér, zöld, sárga, narancs, piros. Minden színnek megvan a maga jelentése:
| NINCSEN VESZÉLY (fehér)              | NINCSEN VESZÉLY (fehér) |
| ------------------------------------ | --- |
| 0.                                   | A becsapódás valószínűsége nulla, vagy olyan alacsony, hogy gyakorlatilag zéró. Ez az érték vonatkozik az apróbb objektumokra, mint meteoritok, meteoreső és olyan űrtestek, amelyek zuhanás közben elégnek a légkörben. |
| ÁLTALÁNOS (zöld)                     | |
| 1.                                   | Egy szokványos felfedezés, mely szerint az objektum földközeli elhaladása várható, mindazonáltal semmi jelentős veszélyhelyzet nem adódik. Ebben az esetben a becsapódás esélye elenyésző, és nincsen szükség a nyilvánosságot értesíteni. A későbbi teleszkópos megfigyelések valószínűleg 0-ra fogják minősíteni az objektumot.                                                                  |
| CSILLAGÁSZOK SZÁMÁRA ÉRDEKES (sárga) | |
| 2.                                   | Olyan felfedezés, amely további kutatásokat igényelhet: az objektum közel, de nem szokatlanul kis távolságba kerülhet a Földhöz. Noha az eseményt érdemes követniük a csillagászoknak, nincsen szükség a nyilvánosság értesítésére, mivel a becsapódás nagyon valószínűtlen. A későbbi teleszkópos megfigyelések valószínűleg 0-ra fogják minősíteni az objektumot.                                |
| 3.                                   | Egy közeli találkozás, a csillagászok számára követendő. Az aktuális számítások 1%, vagy kisebb százaléknyi esélyt adnak olyan ütközésre, ami helyi pusztítást fog okozni. Valószínű folyamat, hogy a későbbi teleszkópos megfigyelések 0-ra fogják minősíteni az objektumot. A nyilvánosság és a hivatalos szervek értesítése javasolt, amennyiben a találkozás egy évtizeden belül történne.     |
| 4.                                   | Egy közeli találkozás, a csillagászok számára követendő. Az aktuális számítások 1%, vagy nagyobb százaléknyi esélyt adnak olyan ütközésre, ami területi pusztítást fog okozni. Valószínű folyamat, hogy a későbbi teleszkópos megfigyelések 0-ra fogják minősíteni az objektumot. A nyilvánosság és a hivatalos szervek értesítése javasolt, amennyiben a találkozás egy évtizeden belül történne. |
| VESZÉLYES (narancs)                  | |
| 5.                                   | Egy közeli találkozás, ami súlyos, de még nem bizonyítható területi pusztítás következményeivel járhat. A csillagászok részéről kiemelt figyelem szükséges, hogy meggyőző bizonyítékok támasszák alá az ütközés esélyeit. Ha a találkozás tíz éven belül várható, kormányzati előkészületi tervek készítésére lehet szükség.                                                                       |
| 6.                                   | Közeli találkozás egy nagyobb méretű objektummal, ami súlyos, de még nem bizonyítható globális pusztítás következményeivel járhat. A csillagászok részéről kiemelt figyelem szükséges, hogy meggyőző bizonyítékok támasszák alá az ütközés esélyeit. Ha a találkozás harminc éven belül várható, kormányzati előkészületi tervek készítésére lehet szükség.                                        |
| 7.                                   | Nagyon közeli találkozás nagyobb méretű objektummal, ami ha egy évszázadon belül történik, akkor példa nélküli veszélyforrás, de egyelőre bizonytalan globális katasztrófa. Ilyen esetben nemzetközi előkészületi tervek készítésére van szükség, különös figyelmet szentelve a becsapódás valószínűségének sürgős és meggyőző bizonyítására.                                                      |
| BIZTOS BECSAPÓDÁS (piros)            | |
| 8.                                   | A becsapódás biztosan megtörténik, és az adott területet teljesen elpusztítja (ha vízközelben történik a becsapódás, akkor az általa okozott szökőár okozhatja a pusztítást). Ilyen esemény bekövetkezésének gyakorisága 50 évente egyszer és 1000 évente egyszer között valószínű. |
| 9.                                   | A becsapódás biztosan megtörténik, egyedülálló súlyosságú területi pusztítást okozva. Ha óceánba történik a becsapódás, akkor a szökőár okozhat hatalmas károkat. Ilyen esemény bekövetkezésének gyakorisága 10 000 évente egyszer és 100 000 évente egyszer között valószínű. |
| 10.                                  | A becsapódás biztosan megtörténik, olyan mértékű éghajlatváltozást okozva, mely súlyosan (ha nem végzetesen) veszélyezteti jelenleg ismert civilizációnk jövőjét. A becsapódás helye lényegtelen, lehet szárazföld vagy óceán. Hasonló esemény előfordulásának gyakorisága 100 000 évente vagy ritkábban valószínű.                                                                                |

## Magas értékű Torino-objektumok

### Jelenleg aktív
2025. áprilisában egy objektum sincs, amelynek becsapódási valószínűsége nem nulla.

### Nullára csökkentve
- Az eddigi legmagasabb érték rekordját a 99942 Apophis tartja, amely egy körülbelül 340 méter átmérőjű földközeli objektum. 2004. december 23-án a NASA Földközeli Objektumok irodája bejelentette,[1] hogy az Apophis (akkor még csak a 2004 MN4 ideiglenes nevet kapta) az első olyan objektum, mely kettes fokozatú a Torino-skálán; később ezt az értéket 4-re emelték. A jelenlegi mérések szerint a kisbolygó 2029. április 13-án fog valószínűleg nagyon közel elhaladni a Föld mellett, de nem valószínű az ütközés. Mivel a 2029-es találkozás esetleges gravitációs kilengése még bizonytalan így a skálaértéket 2006 augusztusáig 1-re csökkentették (2036-os feltételezett találkozás miatt). Ekkor az Apophis szintjét 0-ra csökkentették. Az Apophis felfedezését megelőzően egyetlen földközeli objektum sem kapott 1-nél magasabb értéket. 2006 februárjában a 2004 VD17 kisbolygó besorolását 2-re emelték, egy lehetséges 2102-es találkozás miatt, így ez a második aszteroida, amely 1-nél nagyobb értéket kapott. Későbbi megfigyelések 0-ra csökkentették a 2004 VD17 besorolását.
- Az 1950 DA kisbolygó a NEODyS által 1-es értéket kapta a skálán.[2] Ennek ellenére nem tartozik a "Sentry program" listájába, mivel a veszély nem várható az elkövetkezendő 100 éven belül.

- A 2007 VK184 a második aszteroida, mely 1-es értéket kapott a Torino-skálán. Az objektumot 2007. november 12-én fedezte fel a Catalina Sky Survey. A NASA veszélyes földközeli objektumok[3] listája 60 napon keresztül (2007. november 12. és 2008. január 11-e között) 101 alkalommal figyelte meg az aszteroidát, és ez alapján 1 a 3030-hoz esélyt számol a 2048. június 3-án bekövetkezendő találkozásra (99,97% az esély arra, hogy elkerüli a Földet). A kisbolygó átmérője 130 méter, és a Földtől relatíve számolva 15,63 km/s sebességgel halad az űrben
- A 2008 AF4 egy másik olyan objektum, amely 1-es értéket kapott a skálán. Három lehetséges időpontban találkozhat a Földdel: 2096-ban, 2099-ben vagy 2100-ban, 1 a 76 923 000-hoz valószínűségi számmal. 2008. február 14-én az becsapódás valószínűségét 0-ra csökkentették.
- A 2009 KK 2009 májusában került felfedezésre, szintén 1-es értékkel. 2009. június 17-én a becsapódás valószínűségét 0-ra csökkentették.[4]
- Az 55 méter átmérőjű 2024 YR4 aszteroida 2024. december 30-án érte el az 1-es besorolást, majd 2025. január 27-én 3-as szintre emelték. A NASA (2025. február 7-i) számításai szerint a becsapódás valószínűsége 2,6%, 2032. december 22-én, 14:02-kor (UTC).[5] Az ESA azonos értéket tett közzé.[6] A NASA elemzései alapján a távolság a Földtől 2032. december 22-én 120 ezer kilométer lesz, ±793 000 km-es hibahatárral,[7] míg az ESA felmérései szerint 93 ezer kilométer távolságra lesz (±230 000).[6] A becsapódás energiája 7,8 megatonna TNT-vel egyezne meg. Később ugyanezen a napon a Hold mellett is el fog haladni.[7]

Mivel túlfűtött médiavisszhangot váltottak ki olyan kisbolygók, mint a 2003 QQ47, a csillagászok a 2005-ben publikált Torino-skála újrafogalmazásába kezdtek. További terv volt, hogy teljesen megszüntessék a skálát, és helyette olyan kerüljön alkalmazásba, mely kevésbé valószínű, hogy hamis riasztást generál, így a nyilvánosság szemében nem veszti el a hitelességét. Az egyik ilyen lehetséges alternatíva a Palermo-skála.
A Torino-skálán ritkán szerepel 1-nél nagyobb értéket elérő aszteroida, és a kezdeti alaposabb megfigyelések után gyakran le is csökkentik 0-ra a veszély mértékét.